# باسكال (وحدة)
الباسكال (بالإنجليزية: Pascal)‏ هو وحدة قياس دولية مشتقة للضغط، الإجهاد، معامل يونغ ومقاومة الشد. سُمّيت الوحدة نسبةً إلى بليز باسكال، يُرمز لها اختصاراً بالرمز {\displaystyle {\text{Pa}}}. تُعرّف على أنها قياس القوة العمودية على وحدة المساحة، والتي تكافئ نيوتن لكل متر مربع {\displaystyle {\frac {N}{m^{2}}}}. ترتبط وحدات أخرى للضغط مثل وحدة الضغط الجوي العياري مع وحدة الباسكال وتُعرّف على أنها 101,325 باسكال (أي نحو 101 كيلو باسكال). والهيكتو باسكال المُعرَّفة على أنّها {\displaystyle {\text{1hPa = 100 Pa}}}. تُستخدم وحدة باسكال بكثرةٍ، في جداول ضغط دواليب الدراجات الهوائية، وغيرها.

## التسمية
أطلق اسم «باسكال» على وحدة قياس الضغط نسبةً لعالم الرياضيات والفيزياء الفرنسي بليز باسكال (بالإنجليزية: Blaise Pascal)‏، والذي برَزَ لمُساهماته في ديناميكا الموائع وتجاربه مع جهاز البارومتر. اتفق على إطلاق اسم باسكال لوحدة نيوتن لكل متر في المؤتمر العام للأوزان والمقاييس الرابع عشر عام 1971م .

## التعريف
يُعرّف الباسكال علمياً على أنّه الضغط الناتج عن بذل قوة مقدارها نيوتن واحد تُعامدُ مساحةً مقدارها متر مربع واحد. بالإمكان التعبير عن وحدة الباسكال باستعمال وحدات القياس الدولية الأساسية، أو بنحوٍ بديل باستعمال وحدات القياس المشتقة على الصورة:
{\displaystyle {\rm {1~Pa=1~{\frac {N}{m^{2}}}=1~{\frac {kg}{m{\cdot }s^{2}}}=1~{\frac {J}{m^{3}}}}}}
حيث أنّ {\displaystyle {\text{m}}} هي متر، و{\displaystyle {\text{N}}} هي نيوتن، {\displaystyle {\text{kg}}} هي كيلوجرام و{\displaystyle J} هي الجول.

## الاستخدامات
من بين الاستخدامات الشائعة استخدامها في قياس ضغط الصوت أو جهارة الصوت، حيث ان 1 باسكال تُعادل 94 ديسيبل بحسب مستوى ضغط الصوت الذي يُشار إليه (SPL) اختصاراً لـ Sound Pressure Level والذي يعني مستوى ضغط الصوت، وأهدأ صوت يمكن أن يسمعه الإنسان والمعروف باسم عتبة السمع هو 0 ديسيبل، أو 20 مايكرو باسكال (20μPa).

## الارتباط مع وحدات الضغط الأخرى
|                                | باسكال (Pa)  | بار (bar)      | ضغط جوي تقني (at) | ضغط جوي (atm) | ميلليمتر زئبق (Torr) | باوند ثقلي في البوصة المربعة (psi) |
| ------------------------------ | ------------ | -------------- | ----------------- | ------------- | -------------------- | ---------------------------------- |
| 1 باسكال                       | ≡ 1 نيوتن/م2 | 10−5           | 1.0197×10−5       | 9.8692×10−6   | 7.5006×10−3          | 145.04×10−6                        |
| 1 بار                          | 100,000      | ≡ 106 داين/سم2 | 1.0197            | 0.98692       | 750.06               | 14.5037744                         |
| 1 ضغط جوي تقني                 | 98,066.5     | 0.980665       | ≡ 1 كجم ق/سم2     | 0.96784       | 735.56               | 14.223                             |
| 1 ضغط جوي                      | 101,325      | 1.01325        | 1.0332            | ≡ 1 ضغط جوي   | 760                  | 14.696                             |
| 1 ميلليمتر زئبق                | 133.322      | 1.3332×10−3    | 1.3595×10−3       | 1.3158×10−3   | 1ميلليمتر زئبق=1Torr | 19.337×10−3                        |
| 1 باوند ثقلي في البوصة المربعة | 6,894.76     | 68.948×10−3    | 70.307×10−3       | 68.046×10−3   | 51.715               | ≡ 1 psi                            |

1 باسكال ≡ 1 نيوتن/م2 ≡ 1 جول/م3 ≡ 1 كجم/(م1·ثانية2)≡ 10−5 بار   ≡ 10.197×10−6 ضغط جوي   ≡ 9.8692×10−6 ضغط جوي تقني 